# Зеленино (Брянская область)
Зеленино — село в Карачевском районе Брянской области, в составе Бошинского сельского поселения. 
 Расположено в 3 км к северу от села Бошино, в 9 км к югу от города Карачева. Население — 29 человек (2010).

## История
Приход храма Дмитрия Солунского упоминается с первой половины XVIII века; в 1798 году на средства помещика Веревкина построен новый деревянный храм Казанской иконы Божией Матери (не сохранился). Бывшее владение Сибилевых, Веревкиных, Похвисневых и других помещиков.
До 1929 года входило в Карачевский уезд (с 1861 до 1924 — в составе Бошинской волости, с 1924 в Вельяминовской волости). В 1905 году была открыта церковно-приходская школа.
С 1929 в Карачевском районе (Бошинский сельсовет).

## Население
| Годы      | 1866 | 1878 | 1887 | 1897 | 1926 | 1979 | 1989 | 2002 | 2010 |
| --------- | ---- | ---- | ---- | ---- | ---- | ---- | ---- | ---- | ---- |
| Население | 370  | 481  | 510  | 521  | 637  | 144  | 71   | 39   | 29   |